# 辛味

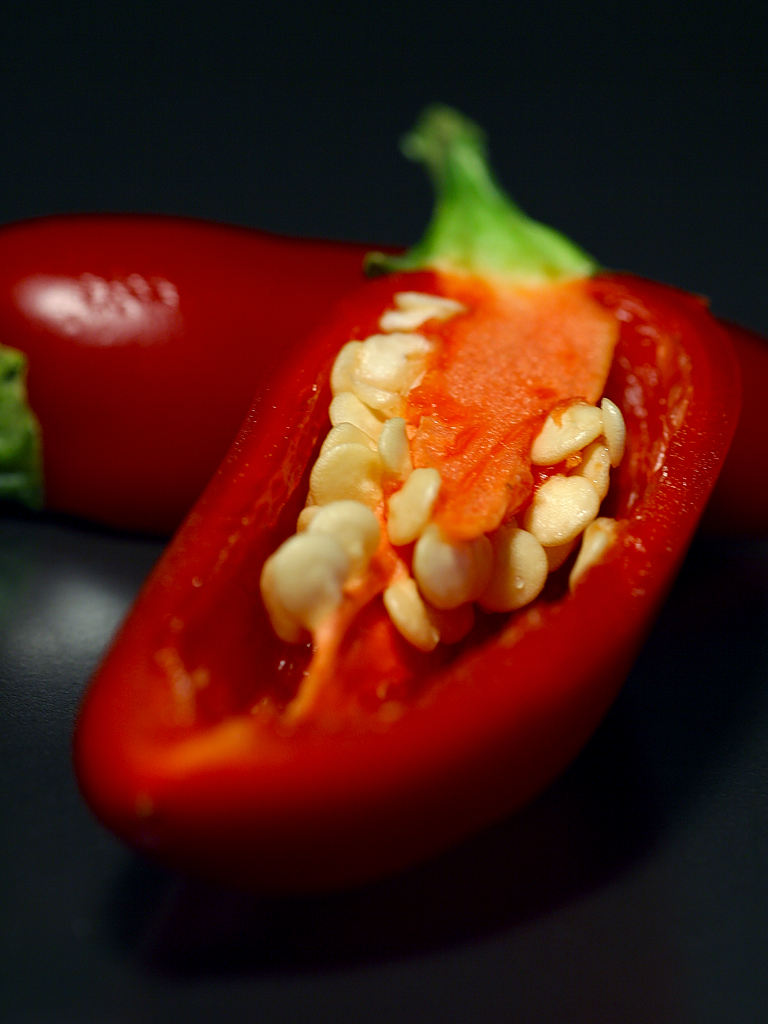
唐辛子の辛味は様々な地域の料理で利用されている。

辛味（からみ）は、味の概念の一つ。日本語では特にトウガラシ、ワサビ、ショウガ、サンショウなどに代表される刺激的な味を指す。辛み（からみ）ともいう。
総じて強い刺激であって、しばしば耐えがたいと感じさせることもある。しかし、多くの場合、食欲を増進させ新陳代謝を促進する効果があるので、暑さ負けなどに効果がある。様々な食文化で利用されており、特にトウガラシの辛さを好み日常的に多量に使う料理が世界各地にある（朝鮮料理、中国の湖南料理や四川料理など）。激烈な辛さを、日本では「激辛」と俗称する。トウガラシの辛味成分であるカプサイシンを基準とした辛さの度合いはスコヴィル値で示される。

## 辛味は味覚か
辛味は、料理を調理したり食べたりするに当たって、重要な味覚の一つと考えられている。しかし、生理学的定義に基づく味覚は、味覚受容体細胞にとって適刺激である苦味、酸味、甘味、塩味、旨味の5種（五基本味）を指しており、辛味はこれに当てはまらない。神経刺激としての辛味の核心は舌・口腔のバニロイド受容体（カプサイシン受容体）で感じる痛覚、または冷刺激受容体で感じる温度覚であり、これに他の条件（トウガラシであれば、発汗および発熱）が統合されたものを辛味と呼んでいる。カプサイシン受容体が単離されたが、口腔内に特異的なものではなく全身に分布しており、また従来の味覚受容器とは別のものであるため、5基本味が6基本味になることはない。
辛味の受容体は、1997年に生理学者デヴィッド・ジュリアスらのグループによって、vanilloid receptor 1 （VR1）と命名された。VR1 は transient receptor potential （TRP） チャネルファミリーに属することから、TRPV1( transient receptor potential vanilloid 1 ）に改名されている。TRPV1は、カプサイシンやマスタードやワサビに含まれるアリルイソチオシアネートなどの辛味物質、43℃以上の温度刺激、酸によっても活性化する。

### 個人差
TRPV1の数は遺伝子によって決定され、少なく生成されると温度や辛さに鈍感となる。また、頻繁に使っていると鈍感になっていく。
鳥類は、TRPチャネルが哺乳類より少なく辛味の影響を受けにくい。そのため、植物はげっ歯目等の食害を避けて選択的に植物の種を遠くに運ぶ鳥類に摂取させるために進化していた。

## 辛味と健康
世界各地で特に好んで利用されているトウガラシの辛味は、発汗を促し、新陳代謝を促進する効果があると言われている。ただし、慢性的な過剰摂取に関しては悪影響が懸念されている。唐辛子を多く摂る韓国、インドのような国では胃癌の発生率が高く、唐辛子の過剰摂取との関連性が指摘されている。特に、カプサイシンを特定の物質と共に大量摂取した場合、癌の発生を促進することが建国大学校の研究で明らかになった。
また、カプサイシンは一時的であっても大量に摂取した場合、消化器官の粘膜を破壊して穴を開けることもあり、緊急搬送された事例や、死亡事例もある。

## 様々な辛味と辛味成分
辛味にはいくつかの類型が認められ、基本的には、それぞれ辛味成分の化学的特性に対応している。
1. ワサビやカラシ、ネギ、ニンニク、ダイコンなどの辛味は、清涼感を伴い、舌や鼻へのツーンとした刺激として知覚される。日本語では「ツーンとくる辛さ」などと表現されることが多い。これは硫化アリル・アリルイソチオシアネートといったアリル化合物の作用であり、これらは冷刺激受容体TRPA1を活性化する。下記のカプサイシンとは異なりアリル化合物は揮発しやすいため、辛さを和らげるためにお茶などの熱い飲み物を飲むことが多い（逆に冷水を飲むと辛さが増強される）。
2. トウガラシの辛味は体を温め、発汗を促す。舌には熱さ、時には痛さに似た刺激をもたらす。「ヒリヒリする辛さ」と表現されることもある。このような作用はカプサイシンと呼ばれる成分によるもので、カプサイシン受容体TRPV1を活性化する。コショウの辛味はトウガラシに似るが、ややマイルドである。この味の主成分はピペリンと呼ばれる。カプサイシン、ピペリンはアルカロイドに分類される。
3. ショウガにはギンゲロールやショウガオール、サンショウにはサンショオールなどの辛味成分が含まれ、発汗と清涼感をもたらす。サンショウの辛味は同時に、舌に痺れるような感覚をもたらす。

また日本語では、強い塩味のほか、ミントや炭酸飲料の刺激が強いことを「からい」と表現することがある。現在ではこれを「辛味」と区別して考えることが多いが、古くは「過度に刺激的である」といった意味で概念が近接していたものと思われる（Cf. 「あまい水」と「からい水」、および「点があまい」「点がからい」の対比）。

## 文化と辛味
辛味に対する好悪は、文化的背景により大きく異なる。
世界的にみて、料理において辛味を尊重する文化は少なくない。特に、朝鮮半島や東南アジア・南アジアの料理にとってトウガラシは不可欠である（カレーなど）。特にブータンにおいては香辛料としてではなく具材として丸ごとのトウガラシを入れた料理が日常的に食べられており、同国の料理は「世界一辛い」とも評される。中南米でも、辛味のあるソースを用いる料理は多い（タコスなど）。大航海時代のヨーロッパにおいてコショウが同じ重さの金と交換されたという逸話は広く伝えられている。
成人に比べ幼児は辛味のある料理を忌避することが多い。このため、辛味のある食品・料理を 渋味・苦味のある食品・料理と並んで「大人の味覚」と称することがある。
辛味、またはそれに類する概念は文化によって多様であり、その感覚をどのように分類し、名を与えるかは一様ではない。下記はその一例である。

### インド
インド伝統医学のアーユルヴェーダなどでは6つの味覚（ラサ）の一つと考えられた。

### 中国
古代中国では「辛」は五行説により五味の一つと考えられ、金気と関連づけられた。
現代中国語には、日本語の「辛味」に対応または近接する味の概念が複数ある。
辣（ラー、là）トウガラシなどの熱を伴う辛味。
麻（マー、má）サンショウなどの痺れる辛味。
辛（シン、xīn）ユズやシナモンといった、あまり痛覚を刺激せず、日本語的な辛味の範疇に収まらない味。

### 英語圏
英語における「辛味」の対応・近接概念には以下のようなものがある。
hotトウガラシなどの辛味。
spicy様々なスパイスの味の総称。日本語では「ぴりっとした」などと訳されることがある。

### 日本
日本では伝統的にワサビ、ダイコン、ネギ、ショウガなどの辛味を持つ食材が積極的に利用されてきた。これらを薬味と総称することもある。近代以降は二極化が進み、辛味調味料としてのワサビやショウガ、辛味の少ない食材としてのダイコン、ネギという風に料理の中での位置づけが分かれるようになった。しかし、復古的な立場から、あるいは辛味成分の有用性を強調する立場から、辛味大根のように辛味を復活させた食材もある。

#### 日本における「激辛ブーム」
20世紀後半以降、日本でもトウガラシの辛味に対する受容が進み、辛味刺激の強いことを特色とする食品が多数現れた。これらの食品は、一部の商品名から転じてしばしば激辛（げきから）の語を冠して呼ばれる（激辛カレー、激辛スナックなど）。特に専門的にこれらの食品に嗜好をもつ場合、激辛マニアと呼ばれることがある。「激辛」は1986年「新語・流行語大賞」新語部門・銀賞を受賞した神田淡平の「激辛煎餅」が発祥の造語である。日本では1980年代から2020年代初頭にかけて4回の激辛ブームが起きた。スナック菓子「カラムーチョ」のような新製品の発売や、韓流ブームなど外国の影響が景気になり、ブームを繰り返しながら日本の食生活における辛味の受容度が高まる傾向にある。
このような辛味自体を嗜好する立場と、カプサイシンの発汗作用を減量と結びつけたり、アリルカラシ油の殺菌作用に注目したりする立場が相まって、辛味のある食品・料理はある流行を形成することがある。

## 辛味の計測
辛味の度合いを表す単位として、ウィルバー・スコヴィルが考案したスコヴィル値がある。

## 辛味のある化学物質
- カプサイシン - 辛味は1600万スコヴィルである
- ベレラール、イソベレラール - チチタケ属のキノコに含まれる辛味成分。非常に辛い。
- タデオナール - ヤナギタデに含まれる辛味成分。
- クミンアルデヒド - クミンの辛味成分。
- オイゲノール - クローブの辛味成分。
- サンショオール - サンショウの辛味成分。
- レシニフェラトキシン - 辛味はカプサイシンの1000倍の160億スコヴィルである。微量でも化学やけどを起こすため、生物にとって有毒である[13]。

## 辛味のある食品
- サンショウ
- ワサビ
- カラシ
- ショウガ
- ラッキョウ
- トウガラシ
  - 青唐辛子
  - ハバネロ
  - SBカプマックス
  - ブート・ジョロキア
- コショウ
- ネギ
- タマネギ
- ニンニク
- ニラ
- ダイコン
  - 辛味大根
- ヤナギタデ

## 辛味調味料
- タバスコ
- ラー油
- 豆板醤
- 唐辛子味噌（南蛮味噌・寒造里・かんずり）
- 柚子胡椒
- コチュジャン
- コーレーグス
- チリソース

## 辛味のある料理
- 大根おろし
- わさび漬け
- からし漬け
- ラッキョウ漬け
- カレー
- 麻婆豆腐
- 火鍋
- キムチ
- トムヤムクン
- 辛子明太子
- タコス
- ペペロンチーノ
- 青とうがらし味噌